# Фэй-ди (Северная Ци)
Фэй-ди ((北)齊廢帝) (545—561), личное имя Гао Инь (高殷), тронное имя Чжендао (正道), посмертное Ван Миньдао Цзинаня (濟南閔悼王) — император Северной Ци, старший сын императора Вэнь Сюаня (Гао Яна), стал императором после смерти отца 559. Он был ещё юн и власть была в руках чиновников, и в 560, его дядя Гао Янь ван Чаншаня убил первого министра Ян Инь и захватил власть, он сверг Фэй-ди и провозгласил себя императором Сяо Чжао-ди . В 561, получив пророчество, что Фэй-ди вернётся на престол, СяоЧжао казнил его.

## Эра правления
- Цяньмин (乾明 qián míng) 560

## Личная информация
- Отец
  - Вэнь Сюань-ди (Северная Ци)
- Мать
  - Императрица Ли Цзуэ